# Les cartes del Pare Noel
Les cartes del Pare Noel (en anglès: The Father Christmas Letters) són una col·lecció de cartes escrites i il·lustrades per J. R. R. Tolkien entre 1920 i 1942 destinades als seus fills, provinents del Pare Noel. Van ser publicades pòstumament per la Tolkien estate el 2 de setembre de 1976, el 3r aniversari de la mort de l'autor britànic. Van ser editades per Baillie Tolkien, segona muller del seu fill petit, Christopher. El llibre va ser rebut molt càlidament pels crítics, i es considera que alguns dels elements de les històries van inspirar algunes seccions de l'obra de Tolkien El Senyor dels Anells.

## Argument
Les històries s'expliquen en el format d'un seguit de cartes, exposades totes des del punt de vista del Pare Noel o del seu secretari elf. Allí es documenten les aventures i desventures del Pare Noel i dels seus ajudants, inclòs l'os polar i els seus dos cadells, Paksu i Valkotukka. Les històries inclouen descripcions de focs artificials massius que creen les llums del nord i com l'os polar no para de ficar-se en problemes en més d'una ocasió.
En la carta de 1939 el Pare Noel fa referència a la Segona Guerra Mundial, mentre que algunes de les cartes posteriors representen les batalles del Pare Noel contra els gòblins, que més tard van ser interpretats com un reflex del punt de vista de Tolkien sobre l'amenaça alemanya.

## Publicació
Les cartes van ser escrites en un període de 20 anys per mantenir entretinguts els fills de Tolkien cada Nadal. Començant el 1920, quan el fill gran de Tolkien tenia tres anys, cada Nadal Tolkien escrivia una carta del Pare Noel sobre els seus viatges i aventures. Cada carta era entregada en un sobre, incloent segells del Pol Nord i marques de correus dissenyades per Tolkien.
Abans de la seva publicació, es va realitzar una exhibició dels dibuixos de Tolkien a l'Ashmolean Museum. Alí s'hi van incloure obres d'El hòbbit, El Senyor dels Anells i Cartes al Pare Noel. La primera edició la va publicar Allen and Unwin el 2 de setembre de 1976, tres anys després de la mort de l'autor. L'edició de Houghton Mifflin es va publicar aquell mateix any, el 19 d'octubre. Era la tercera obra de Tolkien publicada des de la seva mort, després d'una col·lecció de poemes i de Guide to the Names in The Lord of the Rings. Editat per Baillie Tolkien, la segona muller de Christopher Tolkien, s'hi van incloure il·lustracions de Tolkien a gairebé totes les cartes; no obstant, es van ometre moltes cartes i dibuixos.
Quan es va reeditar el llibre, el 1999, es va titular Cartes del Pare Noel (Letters from Father Christmas), i es van afegir moltes cartes i dibuixos que no hi havia a l'edició original. Una edició publicada a principis de la dècada de 2000 representava les cartes i els dibuixos col·locats en sobres individuals, per ser llegits tal com es va concebre originalment.